# بایما، هنان
بایما، هنان (به لاتین: Baima) یک شهرک در جمهوری خلق چین است که در شهرستان دانچنگ واقع شده‌است. بایما ۳۸ متر بالاتر از سطح دریا واقع شده‌است.